# Іван Креховецький
Іван Томашевич Креховецький-Демкович гербу Сас (? — після 1668) — український шляхтич, дипломат та урядник часів Гетьманщини. Перший генеральний писар Війська Запорозького.

## З життєпису
Походив з української православної шляхти. Народився у с. Крехівці на Галичині (тепер в межах Івано-Франківська).
У Королівстві Польському мав звання поручника панцирної хоругви й посаду поборці жидачівського.
Після початку національно-визвольної війни під проводом Б. Хмельницького 1648-57 років з 1648 року — писар Корсунського полку, згодом — наказний полковник ніжинський. Ймовірно, супроводжував Івана Виговського у складі висланого 17 листопада 1648 гетьманом з-під Замостя посольство до Юрія ІІ Ракоці та головнокомандувача Яноша Кемені у справі союзу проти Речі Посполитої та підтримки кандидатури Ракоці на польський трон.
У квітні 1649 року — генеральний писар, заклав основи Генеральної канцелярії, мав значний авторитет, на деяких документах його підпис — поряд з підписом Б. Хмельницького. Починаючи з квітня 1649 нарівні з Іваном Виговським — особистим секретарем гетьмана, або «покойовим писарем» — зустрічали іноземних послів. Виговський потрохи «відсунув» його від справ.
У січні 1650 за дорученням Б. Хмельницького вів дипломатичні переговори у Варшаві з польським урядом, якому привіз козацький реєстр, складений за умовами Зборівського договору 1649 року.
У вересні 1654 і червні 1655-го Креховецький очолював українське посольство до семигородського князя Юрія ІІ Ракочія. Наприкінці 1656 призначений радником Антіна Ждановича — командувача 20000-го козацького корпусу, який спільно з військами Юрія II Ракоція вів воєнні дії на території Речі Посполитої.
Був одним з тих далекоглядних українських політиків, які готували Корсунський союз зі Швецією. З 1658 року — корсунський полковник, у цьому статусі взяв участь у переможній Конотопській битві 1659.
У 1664 році разом з козацькою старшиною протестував проти підступного вбивства колишнього гетьмана України Івана Виговського. 4 квітня 1665 як генеральний суддя гетьмана Павла Тетері, разом з генеральним обозним Тимошем Носачем і корсунським полковником Я. Улеським, захоплений у московський полон. Засланий до Москви. Близько 1668 звільнений і повернувся в Україну, але участі у державному житті Гетьманщини більше не брав.